# Минков, Марк Анатольевич
Марк Анато́льевич Минко́в (25 ноября 1944 — 29 мая 2012) — советский и российский композитор. Заслуженный деятель искусств РСФСР (1989). Народный артист Российской Федерации (2003).
Лауреат Всесоюзных и международных конкурсов композиторов, был президентом Гильдии композиторов кино. Написал музыку более чем к 60 кино- и телефильмам. Среди них — фильмы «Следствие ведут знатоки», «В зоне особого внимания», «Незнайка с нашего двора», «Приключения маленького Мука», мультфильм «В порту».
Был действительным членом Российской киноакадемии «Ника», членом Союза композиторов (1970), членом Союза кинематографистов [1981). В 2001 году получил премию МВД Российской Федерации за музыку к телефильму «Следствие ведут знатоки».
Автор опер, балета, музыки к спектаклям и фильмам. Был награждён золотой Пушкинской медалью (1999) «за вклад в развитие, сохранение и приумножение традиций отечественной культуры, оказание постоянной помощи и поддержки творческой интеллигенции, развитие и становление новых стилей и направлений в искусстве».

## Биография
Родился 25 ноября 1944 года в Москве в семье Анатолия (Тевеля) Евсеевича Минкова и Фаины Михайловны Лигорнер (преподавателя немецкого языка в Военной академии имени Фрунзе, затем в Институте химического машиностроения). Произошло это, согласно воспоминаниям матери, во время салюта в честь освобождения советскими войсками одного из городов.
С раннего детства Марк любил петь и напевал почти постоянно, где бы он ни находился. Его музыкальным воспитанием вначале занималась бабушка. Примерно в 5 лет ему купили пианино, и он стал сочинять, не зная нот и записывая музыку значками, которые придумал сам. В 6 лет мальчика отдали в музыкальную школу, но учительница быстро поняла, что из её ученика не получится дающего концерты пианиста, композицию же в школе не преподавали. Самого Марка также интересовало не повторение гамм, а творчество. В итоге он ушёл из школы и стал заниматься музыкой дома, с учителями, а затем поступил сразу в третий класс музыкальной школы при Московской консерватории, где обучался композиции. Преподавателями Марка Минкова были сначала Александр Пирумов, а затем Николай Сидельников. В 1960 году Минков поступил в музыкальное училище при консерватории, одновременно продолжая заниматься у Сидельникова.
Окончив училище в 1964 году, Минков стал студентом консерватории (класс Арама Хачатуряна). Уже в первые два года обучения он написал вокальные циклы на стихи Роберта Бёрнса и Александра Блока. Цикл на стихи Блока «Балаганчик», состоящий из шести романсов, стал потом частью обязательной программы на конкурсах имени Глинки; романс «Вербочки» из этого цикла исполнял на концертах И. С. Козловский. В 1990-е годы Кристина Орбакайте сделала из этого романса эстрадную песню.
Окончив в 1969 году консерваторию, Марк Минков подал заявление о вступлении в Союз композиторов СССР, куда и вступил через год, так исполнив ряд своих произведений (это было необходимой процедурой), что восхищённый Вано Мурадели расцеловал Минкова.
В том же, 1970 году поступило приглашение написать музыку для многосерийного телефильма «Следствие ведут знатоки». Главную мелодию Минков сочинил с необычайной быстротой и даже помедлил, прежде чем сообщить об этом на телевидение. Песня на слова Анатолия Горохова сразу же запомнилась и полюбилась зрителям, получила большой успех, стала неформальным гимном милиции. Любопытно, что, может быть, самым известным произведением композитора, который и до, и после этого испытывал большой интерес к серьёзной поэзии, стала песня, где есть строка: «Если кто-то кое-где у нас порой…».
В начале 1970-х годов Минков написал вокальный цикл «Плач гитары» на стихи Федерико Гарсиа Лорки, который исполнила Зара Долуханова. В нескольких конкурсах имени Чайковского цикл входил в обязательную программу вокалистов. Вскоре сотрудничавший с Аркадием Райкиным сатирик Владимир Поляков познакомил Марка Минкова с Наталией Сац. Послушав произведения композитора, Наталия Сац предложила ему написать для своего театра новогоднюю детскую оперу. Этот разговор происходил в начале ноября; за поразительно короткий срок Минков пишет «Волшебную музыку, или Давайте делать оперу» (1974). Этот спектакль много лет с успехом шёл на новогодних ёлках, а в 1982 году получил Гран-при на Фестивале музыкальных театров (Гамбург). Затем театр гастролировал со спектаклем по США. В 1975 году, сразу после создания детской оперы, Минков написал ораторию «Колокол».
После успеха в сериале «Следствие ведут знатоки» к Минкову стало приходить множество предложений написать музыку для фильмов или спектаклей. Он был композитором спектакля Театра имени А. С. Пушкина «Мужчины, носите мужские шляпы», в котором одна из актрис исполнила его песню «Не отрекаются любя» на стихи Вероники Тушновой. Затем Минков предложил песню Алле Пугачёвой, в чьём исполнении та стала популярной и не забыта до сих пор. (В 2008 году вышел фильм с таким названием, где главную мужскую роль сыграл Александр Домогаров; сама песня там не звучала, а Минков не участвовал в работе над фильмом). Из музыки для спектакля Центрального детского театра возникла песня «Эти летние дожди» на стихи С. И. Кирсанова, также ставшая популярной в исполнении Пугачёвой. Сотрудничество композитора с известной певицей продолжалось и дальше («Ты на свете есть» на стихи Л. П. Дербенёва, «Монолог» на стихи М. И. Цветаевой, «На дороге ожиданья» на стихи Ю. С. Энтина, «А знаешь, всё ещё будет» на стихи Тушновой). В 1985 году написал музыку для ставшего очень популярным мюзикла «Смертельная схватка» в постановке реж. Ю. Лизенгевич на сцене Горно-Алтайского драматического театра.
В фильме «Приказ: огонь не открывать» прозвучала ставшая популярной в исполнении Валентины Толкуновой (в фильме спетая Жанной Рождественской) песня Марка Минкова на стихи Игоря Шаферана «Если б не было войны». Помимо песен Минков писал концерты для фортепиано и струнные концерты, он — автор мюзиклов «Робин Гуд» (1980) и «Мустафа» (1983). Для Валентины Толкуновой Минков написал песни «Деревянные лошадки», «Где ты, гармонь певучая» и другие.
В 1982 году Минков закончил балет «Разбойники» по мотивам одноимённой пьесы Фридриха Шиллера. Балет поставил в Ленинградском малом оперном театре Николай Боярчиков, бывший также автором либретто. В конце 1980-х годов Марк Минков написал ещё одну оперу для театра Наталии Сац — «Не буду просить прощения».
В 1992 году Минков написал совместно с поэтом Юрием Рыбчинским оперу «Белая гвардия», которая не была поставлена. Минков сотрудничал с Театром Антона Чехова, написав музыку для спектаклей Леонида Трушкина «Поза для эмигранта», «Ужин с дураком», «Шалопаи, или Кин IV», «Смешанные чувства», «Морковка для императора». Также писал музыку к фильмам; его последними работами как кинокомпозитора стали «Эффект домино» и «Наваждение».
Скоропостижно скончался от сердечного приступа на своей даче 29 мая 2012 года. На прощании с Марком Минковым в Доме Кино выступили Алла Пугачёва, Иосиф Кобзон, Юрий Энтин, Александр Градский, Геннадий Хазанов, председатель Союза композиторов России Владислав Казенин, Анатолий Кролл и другие. Похоронен после кремации в Москве на Востряковском кладбище.

Лучше Марка я мало кого знаю — как он формировал контрапункт, его аранжировки удивительны, его проигрыши по качеству мелодичности могут быть такого же уровня и качества мелодичности, как сама песня. …раз — и зазвучит эта музыка и понятно, что есть такие люди, которых по пальцам можно пересчитать, буквально по пальцам. И вот теперь одного из этих великих людей нет. Это ужасно. Это огромная потеря. Нам остаётся только слушать то, что он делал, пытаться взглянуть на что-то по-новому и сохранять память о нём, а память о музыканте сохраняется прежде всего в его профессиональных качествах, а они у него изумительные. Мы будем помнить, пока мы сами живы.
— Александр Градский

## Семья
Супруга — Минкова Галина Андреевна (род. 1951), член Союза дизайнеров.
Сын — Минков Андрей Маркович (род. 1975), кандидат юридических наук, специалист по интеллектуальной собственности и авторскому праву.

## Песни
| Название                      | Автор текста                            | Исполнители | Примечание |
| ----------------------------- | --------------------------------------- | --- | --- |
| А знаешь, всё ещё будет       | Тушнова Вероника                        | Алла Пугачёва (1982); Кристина Орбакайте (1999) | |
| Были юными и счастливыми      | Рубальская Лариса                       | Лев Лещенко | |
| Вальс (Рождественский бал)    | Рыбчинский Юрий                         | Алла Пугачёва (1991) | |
| Варвара Тимофеевна            | Пургалин Борис                          | Владимир Макаров (1971) Валентин Никулин (1976) | |
| Вербочки                      | Блок Александр                          | Кристина Орбакайте (1996) | |
| Вторая мировая                | Дербенёв Леонид                         | Иосиф Кобзон | |
| Где водятся волшебники        | Энтин Юрий                              | Марк Минков, Андрей Минков (1984) | из кинофильма «Незнайка с нашего двора»                                                                                              |
| Где ты, гармонь певучая       | Харитонов Владимир                      | Валентина Толкунова | из телеспектакля «Следствие ведут ЗнаТоКи. Побег»                                                                                    |
| Да здравствует Сюрприз!       | Энтин Юрий                              | Светлана Степченко и Екатерина Троян | |
| Двух дорог пересеченье        | Энтин Юрий                              | Жанна Рождественская (1981); Гинтаре Яутакайте (1982) | Из кинофильма «Всё наоборот» (1981, реж. Виталий Фетисов, Владимир Грамматиков) На эту же музыку написана песня «На дороге ожидания» |
| Дельфины                      | Анофриев Олег                           | Олег Анофриев и Валентина Толкунова (1977) | из мультфильма "В порту" |
| Деревянные лошадки            | Шим Эдуард                              | Валентина Толкунова (1973) | из телеспектакля «Ребята с нашего двора»                                                                                             |
| Дети песни поют               | Анчаров Михаил                          | Леонид Броневой (1976) Краснознамённый ансамбль (1979) | Из телеспектакля «В одном микрорайоне»                                                                                               |
| Если б не было войны          | Шаферан Игорь                           | Валентина Толкунова (1981); Жанна Рождественская (1981) | Из кинофильма «Приказ: огонь не открывать» (1981, реж. Юрий Иванчук, Валерий Исаков)                                                 |
| Если звёзды молчат            | Дербенёв Леонид                         | Алла Пугачёва (1982) | |
| Женщины                       | Кронгауз Анисим                         | Раиса Неменова (1972) | |
| Загранка                      | Танич Михаил                            | ВИА «Весёлые ребята», солисты Александр Барыкин, Анатолий Алёшин, Алла Пугачёва (1975) | |
| Замкнутый круг                | Рябинин Михаил                          | Лев Лещенко (1979) | |
| Из памяти уходят имена        | Лукьяновская Оксана                     | Яак Йоала (1982) | |
| Когда-нибудь                  | Макаревич Андрей                        | Валерий Леонтьев (1982); ВИА «Синяя птица» (1984); Андрей Макаревич | |
| Коммунисты, вперёд!           | Межиров Александр                       | Юрий Якушев (1970) | |
| Красный трамвай               | Монастырёв Анатолий, Писаржевская Ольга | ВИА «Пламя» (1984) | |
| Лилипут                       | Кронгауз Анисим                         | Елена Камбурова (1970) | |
| Монолог (Реквием)             | Цветаева Марина                         | Алла Пугачёва (1987) | |
| Монолог Электры               | Шергова Галина                          | Гюлли Чохели (1971) | |
| Мы ищем площадь               | Энтин Юрий                              | Жанна Рождественская (1981) | Из кинофильма «Всё наоборот» (1981, реж. Виталий Фетисов, Владимир Грамматиков)                                                      |
| Мы найдём слова               | Шаферан Игорь                           | ВИА «Поющие сердца» (1976) | |
| На дороге ожидания            | Энтин Юрий                              | Алла Пугачёва (1982) | |
| На миг оглянуться             | Шефнер Вадим                            | Геннадий Трофимов (1984) Михаил Боярский (1986) | из кинофильма «На миг оглянуться…»                                                                                                   |
| Наша служба и опасна и трудна | Горохов Анатолий                        | Владимир Макаров (1970); Иосиф Кобзон | Из телесериала «Следствие ведут ЗнаТоКи» (1971—1989)                                                                                 |
| Не отрекаются любя            | Тушнова Вероника                        | Алла Пугачёва (1976); Людмила Артёменко (1977); Татьяна Буланова (1995); Алёна Высотская (2005); Диана Арбенина и Евгений Дятлов (2008); Анатолий Алёшин (2008); Сергей Галанин (2010); Полина Гагарина и Михаил Димов (2011); Юлия Коган (2012); Дима Билан (2013); Полина Гагарина и Александр Жулин (2013) Александр Градский и Дина Гарипова (2013); Юлия Савичева (2014); Юлия Паршута (2014) Злата Огневич (2014) Адильхан Макин (2021) | |
| Плачет тополь                 | Георгиев Геннадий                       | Людмила Зыкина (1972) | |
| Скажи мне что-нибудь          | Рождественский Роберт                   | Алла Пугачёва (1979) Жанна Рождественская (1982) | |
| Слушая песню Сольвейг         | Евтушенко Евгений                       | Лев Лещенко (1970); Муслим Магомаев (1972) | |
| Спасибо, музыка, тебе         | Иванов Дмитрий                          | Ольга Пирагс (1982) | Из кинофильма «Мы из джаза» (1983, реж. Карен Шахназаров)                                                                            |
| Старый рояль                  | Иванов Дмитрий                          | Игорь Скляр и Ольга Пирагс (1982) | Из кинофильма «Мы из джаза» (1983, реж. Карен Шахназаров)                                                                            |
| Такая служба                  | Ошанин Лев                              | Иосиф Кобзон (1981) | |
| Твой переулок                 | Соколов Владимир                        | Муслим Магомаев (1972) | |
| Только держись                | Шаферан Игорь                           | ВИА «Поющие сердца» (1976) | |
| Ты на свете есть              | Дербенёв Леонид                         | Алла Пугачёва (1982); Кристина Орбакайте (1997); Алсу и Оскар Кучера (2008); Ёлка (2010); Дина Гарипова (2013) | |
| У нас всё будет по-другому    | Энтин Юрий                              | Жанна Рождественская (1981) | Из кинофильма «Всё наоборот» (1981, реж. Виталий Фетисов, Владимир Грамматиков)                                                      |
| Что-то случилось              | Левитанский Юрий                        | Михаил Боярский | |
| Шагает влюблённый             | Дубровин Борис                          | ВИА «Голубые гитары» (1975) | |
| Эти летние дожди              | Кирсанов Семён                          | Николай Караченцов (1977); Алла Пугачёва (1979); Жанна Рождественская (1981); группа «Несчастный случай» (1997) | |

## Фильмография
- 1966 — Артист Фёдор Грай
- 1971 — Возвращение катера
- 1971 — Что делать? (телеспектакль)
- 1971 — Следствие ведут ЗнаТоКи. Чёрный маклер
- 1971 — Следствие ведут ЗнаТоКи. Ваше подлинное имя
- 1971 — Следствие ведут ЗнаТоКи. С поличным
- 1971 — Следствие ведут ЗнаТоКи. Повинную голову…
- 1972 — Следствие ведут ЗнаТоКи. Динозавр
- 1972 — Следствие ведут ЗнаТоКи. Шантаж
- 1972 — Следствие ведут ЗнаТоКи. Несчастный случай
- 1972 — Товарищ КамАЗ (документальный)
- 1973 — Следствие ведут ЗнаТоКи. Побег
- 1973 — Следствие ведут ЗнаТоКи. Свидетель
- 1973 — Алкины песни
- 1973 — Друзья мои (киноальманах)
- 1974 — Вольному — воля
- 1975 — Следствие ведут ЗнаТоКи. Ответный удар
- 1975 — Ар-хи-ме-ды!
- 1975 — Без права на ошибку
- 1975 — В порту (мультфильм)
- 1976 — В одном микрорайоне (телеспектакль)
- 1976 — Фиалка (телеспектакль)
- 1977 — Следствие ведут ЗнаТоКи. Любой ценой
- 1977 — В зоне особого внимания
- 1977 — Ты иногда вспоминай
- 1978 — Следствие ведут ЗнаТоКи. «Букет» на приёме
- 1978 — Следствие ведут ЗнаТоКи. До третьего выстрела
- 1979 — Следствие ведут ЗнаТоКи. Подпасок с огурцом
- 1979 — Взрослый сын
- 1979 — Добряки
- 1980 — Следствие ведут ЗнаТоКи. Ушёл и не вернулся
- 1980 — Люди в океане
- 1981 — 34-й скорый
- 1981 — Всё наоборот
- 1981 — Приказ огонь не открывать
- 1982 — Следствие ведут ЗнаТоКи. Он где-то здесь
- 1982 — Безумный день инженера Баркасова
- 1982 — Мы жили по соседству
- 1982 — Приказ: перейти границу
- 1983 — Мы из джаза (автор песен «Старый рояль» и «Спасибо, музыка»)
- 1983 — Незнайка с нашего двора
- 1983 — Приключения маленького Мука
- 1984 — На миг оглянуться
- 1984 — Крем-брюле
- 1985 — Следствие ведут ЗнаТоКи. Пожар
- 1985 — Дайте нам мужчин
- 1985 — Ещё люблю, ещё надеюсь
- 1985 — Личное дело судьи Ивановой
- 1986 — Где ваш сын?
- 1986 — Зина-Зинуля
- 1986 — Проделки в старинном духе
- 1986 — Тайна Снежной королевы
- 1986 — Тихое следствие
- 1988 — Окно (к/м)
- 1988 — Роковая ошибка
- 1988 — Стукач
- 1989 — Идеальное преступление
- 1990 — Делай Раз!
- 1991 — Любовь на острове смерти
- 1991 — Фирма приключений
- 1992 — Прощение
- 1992 — Чтобы выжить
- 1992 — Чужая игра
- 1996 — Котёнок
- 1997 — Разговор с птицами
- 1999 — Женщин обижать не рекомендуется
- 2000 — Врата Евы
- 2001 — Трое против всех
- 2002 — Следствие ведут ЗнаТоКи. Третейский судья
- 2003 — Следствие ведут ЗнаТоКи. Пуд золота
- 2003 — Спецназ — 2
- 2006 — Билет в гарем
- 2006 — Спасатели. Затмение
- 2007 — Бумеранг
- 2008 — Эффект домино
- 2008 — Наваждение
- 2011 — Смешанные чувства (телеспектакль)